# عبد الله كنون
عبد الله بن عبد الصمد كنون الحسني الشهير عبدالله كنون (وُلد في 30 شعبان 1326 هـ / 1908 م، وتوفي في 6 ذو الحجة 1409 هـ / 9 يوليو 1989 م.) كان فقيها، وكاتبا، ومؤرخا، وشاعرا، وأكاديميا وصحافيا مغربيا، وأمينًا عامًا سابقًا لرابطة علماء المغرب وأحد الرواد الكبار في إرساء قواعد النهضة الأدبية والثقافية والعلمية في المغرب، منذ منتصف العشرينيّات إلى أن توفاه الأجل.
رحل إلى طنجة مع عائلته بسبب الحرب، حفظ القرأن على يد ابيه عبد الصمد كنون وعلى يد الشيخ أحمد بن محمد الوسيني وحفظ الأحاديث النبوية فأصبح عالما بالشريعة وباللغة العربية في وقت قصير.

## حياته
كان الأستاذ عبد الله كنون من ألمع جيل الرواد الذين بنوا النهضة وناضلوا من أجل الاستقلال بالفكر والعلم والقلم، تميز منذ وقت مبكر من حياته، بالنبوغ والتفتح والقدرة على مسايرة الركب الحضاري والثقافي الذي قدر أن تبدأ انطلاقته من المشرق العربي، ولكنه لم يكتف بالمسايرة، بل قادته مواهبه ومؤهلاته وشخصيته إلى السبق، وإلى التفرد، وإلى التميز عن أقرانه وخلانه، فكان مثالا نادرا للعصامية، وكان نسيجا وحده حقا وصدقا، فهو أمين عام رابطة علماء المغرب الذي لم يدرس بجامعة القرويين، ولا في كلية ابن يوسف، ولا تخرج من مدرسة أو معهد أو جامعة، وهو الكاتب والمؤرخ الصحافي والشاعر، وعضو العديد من المجامع العلمية واللغوية والإسلامية، الذي لم يكن يحمل مؤهلا جامعيا، وهو مؤسس النهضة التعليمية في طنجة، وباعث الروح العربية والإسلامية في أبنائها، ومنشئ أول مدرسة حرة بها، ومربي الأجيال، الذي لم يكن قد دخل مدرسة لتلقي العلم في أية مرحلة من مراحل حياته الحافلة بالعمل والعطاء والإنجازات التي تتضاءل أمامها أعمال بعض كبار حملة الإجازات والمؤهلات العليا.
تلقى كنون العلم على يد والده العلامة الفقيه سيدي عبد الصمد بن التهامي كنون، في بيت الأسرة الذي استقرت به في طنجة، بعد تعذر الهجرة إلى الشام من فاس على إثر دخول الاستعمار إلى المغرب. وكان والده عالما ضليعا، متبحرا، مشاركا، له قدم راسخة في العلوم والمعارف المتنوعة. كما تلقى العلم في صباه المبكر ويفاعته على علماء طنجة في بعض المساجد التي كانت بمثابة جامعات مفتوحة تعج بالعلم والعلماء وشداة المعرفة من كل الأعمار والفئات، وكان أحيانا يختلف إلى بيوت بعض العلماء ليتلقى دروسا خصوصية في علوم معينة. ثم ما لبث أن أغرق نفسه في قراءات حرة يلتهم ما يصل إلى طنجة في مطالع هذا القرن من كتب ومجلات وصحف، التهاما شديدا.
كانت قراءته متنوعة، ونَهِمَة، وموصولة الأسباب، وبجهده الخاص تعلم الإسبانية والفرنسية، فكان يقرأ بهما، ويتابع الجديد الذي يصدر بطنجة وهي يومئذ خاضعة للإدارة الاستعمارية الدولية، حتى صار من قادة الفكر والعلم والعمل الوطني لما انتظم في إطار الحركة الوطنية، من كتلة العمل الوطني في عام 1934، إلى الحزب الوطني في عام 1937. ولكنون مواقف مشرفة في هذه المجالات جميعا.
خلف كنون أثرا واضحا في الدراسات الأدبية، وفي كتابة التراجم، وفي تحقيق المخطوطات، وفي إصدار الصحف والمجلات وإدارتها والإشراف عليها وتزويدها بالمادة المتنوعة الغنية، وفي العمل الأكاديمي والمجمعي، وفي الدعوة الإسلامية بالحكمة وبالعقل السديد وبالأناة والحلم وسعة الصدر واستنارة البصيرة.
لا تزال كتب كنون مراجع هامة تطلب في الجامعات، وتدرس، وتدور حولها الرسائل والأطروحات، ولا تزال جوانب عديدة من حياته في حاجة إلى البحث والدراسة وتسليط الأضواء، فهو شخصية متعددة العطاءات، غزيرة الإنتاج، وجديرة بكل عناية واهتمام.
- 1908- (30شعبان 1326) – ولد بفاس في أسرة يعود أصلها إلى شرفاء أولاد كنون الادريسيين بقرية الزواقين من قبيلة بني مسارة بنواحي مدينة وزان كما بين ذلك هو نفسه في كتابيه (النبوغ المغربي، وموسوعة مشاهير رجال المغرب)عند ترجمته لعم والده العلامة محمد بن المدني كنون.
- 1913- انتقل مع أسرته إلى الإقامة بطنجة.
- 1932- تزوج من كريمة الفقيه محمد بن تاويت من أعيان طنجة.
- 1936- (فاتح ذي القعدة 1355) أنشأ مدرسة إسلامية للبنين والبنات بطنجة.
- 1938- أصدر كتابه الشهير (النبوغ المغربي في الأدب العربي)
- 1939- نال الدكتوراه الفخرية من جامعة مدريد المركزية.
- 1945- أنشأ المعهد الإسلامي بطنجة وتولى إدارته إلى سنة 1953.
- 1948- عين مديرا لمعهد مولاي الحسن للأبحاث بتطوان.
- 1949- عين أستاذا بالمعهد الديني العالي بتطوان[5]
- 1953- التحق للإقامة بتطوان على أثر أحداث 20/8/53
- 1955- عين وزيرا للعدل في الحكومة الخليفية بمنطقة شمال المغرب (تطوان) (21/1/55)
- 1955- عين عضوا في المجمع العلمي العربي بدمشق.
- 1955- قدم استقالته من الوزارة على إثر عودة الملك محمد الخامس إلى أرض الوطن في 16/11/1955.
- 1956- عين عاملا على طنجة وقام بتصفية النظام الدولي بها.
- 1957- ترأس وفد الحج المغربي الرسمي.
- 1960- عين وكيلا لمجلس الدستور.
- 1961- انتخب أمينا عاما لرابطة علماء المغرب وبقي في هذا المنصب إلى وفاته.
- 1961- انتخب عضوا عاملا ممثلا للمغرب في مجمع اللغة العربية بالقاهرة.
- 1969- نال وسام الكفاءة الفكرية الكبرى من جلالة الملك الحسن الثاني.
- 1969- ترأس وفد الحج المغربي الرسمي (للمرة الثانية في سابقة لم تتكرر)
- 1970- اختير للمشاركة في تأليف كتاب تاريخ الأدب العربي لجامعة كمبردج بإنجلترا إلى جانب جماعة من أساتذة هذه الجامعة.
- 1974- عين عضوا بالمجلس التأسيسي لرابطة العالم الإسلامي بمكة المكرمة.
- 1975- عين عضوا في لجنة تحرير (الموسوعة العربية للقرن العشرين) ببيروت.
- 1981- عين عضوا عاملا في أكاديمية المملكة المغربية.
- 1981- عين رئيسا للمجلس العلمي الإقليمي بطنجة.
- 1981- عين عضوا بالمجلس العلمي الأعلى الذي يرأسه جلالة الملك الحسن الثاني.
- 1983-عين عضوا في المجمع الملكي لبحوث الحضارة الإسلامية (مؤسسة آل البيت بعمان – الأردن)
- 1989- (9 يوليو) انتقل إلى الرفيق الأعلى.

## مؤلفاته
- النبوغ المغربي في الأدب العربي (كتاب)
- مدخل في تاريخ المغرب
- محاذي الزقاقية، في الفقه وأصوله، نشر عام 1958 عن معهد الأبحاث العليا المغربية[6]
- معارك
- الجيش المجلب على المدهش المغرب
- أربع خزائن لأربعة علماء من القرن الثالث عشر
- الشيخ أحمد زروق دفين مصراته
- التعاشيب
- شرح الشمقمقية
- ذكريات مشاهير رجال المغرب
- شؤون إسلامية

والعديد العديد من الكتب والمؤلفات دواوين الشعر.

## معرض صور

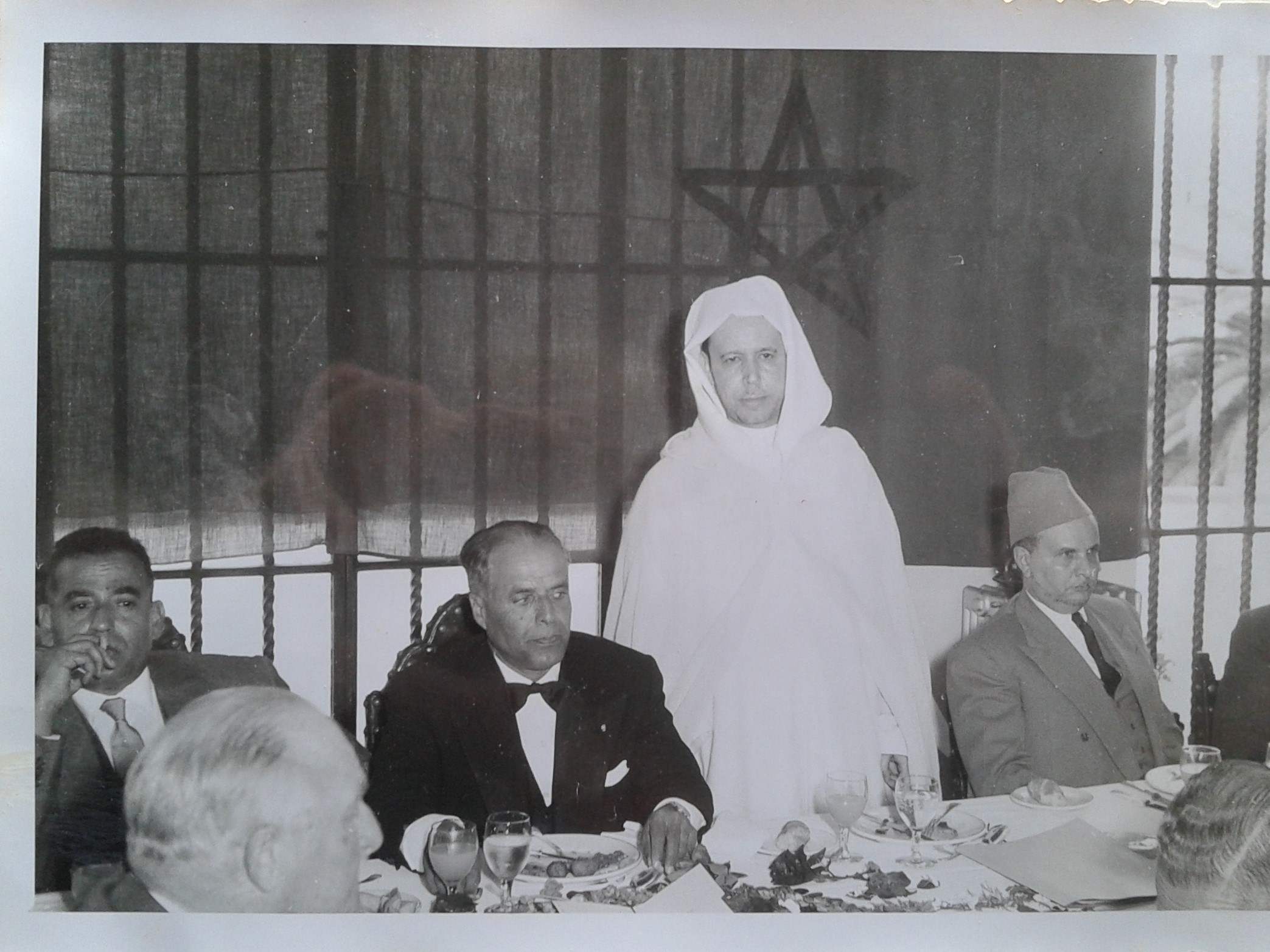
علال الفاسي، عبد الله كنون و الحبيب بورقيبة بطنجة سنة 1957

## وصلات خارجية
- وزارة الأوقاف والشؤون الإسلامية